# Sinding (Silkeborg Kommune)
 For alternative betydninger, se Sinding. (Se også artikler, som begynder med Sinding)
Sinding er en landsby i Midtjylland med 319 indbyggere  (2024). Sinding er beliggende syv kilometer nordvest for Silkeborg og to kilometer vest for Skægkær. Byen hører til Silkeborg Kommune og er beliggende i Region Midtjylland. Den ligger i Sinding Sogn med Sinding Kirke beliggende i byen.
Sinding blev landskendt som stedet for tv-programmet "Byen hvor kvinderne gik" , der gik over 8 afsnit i 2008.
Af foreninger har det lille lokalsamfund først og fremmest Forsamlingshuset, men også et øllaug, kulturforeninger, en pokerforening, Sinding-info., økologiforeninger m.fl. I 2010 startede aktive borgere i Sinding desuden en biblioteksCafe op i samarbejde med Silkeborg Bibliotek.
I byen findes ligeledes en af landets sidste træskofabrikker.